# Lijst van rijksmonumenten in Aduard
De plaats Aduard telt 11 inschrijvingen in het rijksmonumentenregister. Hieronder een overzicht. 
| Object                                                     | Oorspronkelijke functie?  | Bouwjaar                                         | Architect                    | Locatie                                                                | Coördinaten?                  | Nr.?   | Afbeelding                                                 |
| ---------------------------------------------------------- | ------------------------- | ------------------------------------------------ | ---------------------------- | ---------------------------------------------------------------------- | ----------------------------- | ------ | ---------------------------------------------------------- |
| Herberg Onder de Linden                                    | Boerderij                 | 18e eeuw 1989-'91 (rest.)                        |                              | Burg. van Barneveldweg 3                                               | 53° 15' 30" NB, 6° 27' 27" OL | 7071   | Meer afbeeldingen                                          |
| Hervormde pastorie                                         | Kerkelijke dienstwoning   | 18e eeuw                                         |                              | Hofstraat 47                                                           | 53° 15' 23" NB, 6° 27' 32" OL | 7073   | Meer afbeeldingen                                          |
| Eenvoudig pand onder afgewolfd zadeldak                    | Woonhuis                  | 1800-1850 (voorgevel)                            |                              | Kaakheem 2-4                                                           | 53° 15' 24" NB, 6° 27' 33" OL | 7074   | Meer afbeeldingen                                          |
| Hervormde kerk (voor 1597: hospitium Klooster van Aduard)  | Klooster, kloosteronderdl | begin 14e eeuw ca. 1850 (verb.) 1917-'28 (rest.) | H.A. van Heeswijk (1917-'28) | Burg. Seinenstraat 42                                                  | 53° 15' 23" NB, 6° 27' 37" OL | 7075   | Meer afbeeldingen                                          |
| De Steentil                                                | Brug                      | 17e eeuw 2009 (restauratie)                      |                              | E.H. Woltersweg, over het Aduarderdiep                                 | 53° 15' 40" NB, 6° 28' 58" OL | 7076   | Meer afbeeldingen                                          |
| Wierde                                                     | Archeologisch monument    | middeleeuwen                                     |                              | westelijk van Langeweersterweg                                         | 53° 14' 38" NB, 6° 26' 56" OL | 45039  | Upload foto                                                |
| Langeweer (wierde met voormalig kloostervoorwerk)          | Archeologisch monument    |                                                  |                              | oostelijk van Langeweersterweg                                         | 53° 14' 49" NB, 6° 27' 18" OL | 45040  | Langeweer(wierde met voormalig kloostervoorwerk)           |
| Huisterp (Het Hool)                                        | Archeologisch monument    | middeleeuwen                                     |                              | E.H. Woltersweg 23                                                     | 53° 15' 41" NB, 6° 29' 54" OL | 45044  | Huisterp (Het Hool)                                        |
| Overblijfselen Klooster van Aduard                         | Archeologisch monument    | middeleeuwen                                     |                              | tussen Burg. Seinenstraat, Schoolstraat, Kloosterstraat en Abdijstraat | 53° 15' 26" NB, 6° 27' 36" OL | 47510  | Upload foto                                                |
| Terrein met overblijfselen van een Cisterciënzer klooster  | Archeologisch monument    | middeleeuwen                                     |                              | Schoolstraat                                                           | 53° 15' 27" NB, 6° 27' 5" OL  | 357083 | Upload foto                                                |
| Woonhuis in Amsterdamse Schoolstijl met aangebouwde schuur | Woonhuis                  | 1932                                             | W. Reitsema                  | Burg. Seinenstraat 72                                                  | 53° 15' 28" NB, 6° 27' 31" OL | 516311 | Woonhuis in Amsterdamse Schoolstijl met aangebouwde schuur |